# Serranochromis meridianus
Serranochromis meridianus és una espècie de peix de la família dels cíclids i de l'ordre dels perciformes.

## Morfologia
Els mascles poden assolir els 37 cm de longitud total.

## Distribució geogràfica
Es troba a Àfrica: Moçambic i Sud-àfrica (Transvaal i KwaZulu-Natal).